# Biermannia
Biermannia Carr 1929 es un género que tiene asignadas unas once especies de orquídeas. Es originario de Assam hasta el oeste de Malasia.

## Taxonomía
El género fue descrito por King & Pantl. y publicado en Journal of the Asiatic Society of Bengal. Part 2. Natural History 66(2): 591. 1897.

## Especies deBiermannia
- Biermannia arunachalensis A.N.Rao, Rheedea 16: 29 (2006).
- Biermannia bigibba (Schltr.) Garay, Bot. Mus. Leafl. 23: 162 (1972).
- Biermannia bimaculata (King & Pantl.) King & Pantl., Ann. Roy. Bot. Gard. (Calcutta) 8: 200 (1898).
- Biermannia calcarata Aver., Bot. Zhurn. (Moscow & Leningrad) 73: 429 (1988).
- Biermannia ciliata (Ridl.) Garay, Bot. Mus. Leafl. 23: 162 (1972).
- Biermannia flava (Carr) Garay, Bot. Mus. Leafl. 23: 162 (1972).
- Biermannia jainiana S.N.Hegde & A.N.Rao, Bull. Bot. Surv. India 26: 97 (1984 publ. 1985).
- Biermannia laciniata (Carr) Garay, Bot. Mus. Leafl. 23: 162 (1972).
- Biermannia quinquecallosa King & Pantl., J. Asiat. Soc. Bengal, Pt. 2, Nat. Hist. 66: 591 (1897).
- Biermannia sarcanthoides (Ridl.) Garay, Bot. Mus. Leafl. 23(4): 162 (1972).
- Biermannia sigaldii Seidenf., Opera Bot. 114: 433 (1992).